# Автошлях B6 (Німеччина)
Федеральний автошлях 6 (B6, нім. Bundesstraße 6)  — це скорочена та перервана німецька федеральна дорога. Як Райхштрассе 6, вона вела від Куксгафена через кілька великих міст, таких як Бремен, Ганновер, Лейпциг, Дрезден і Вроцлав до Сицува. За транспортною стратегією вона відповідала лінії Америки. Сьогодні він пролягає через землі Вільне ганзейське місто Бремен, Нижню Саксонію, Саксонію-Ангальт і Саксонію до Герліца на польському кордоні. Багато ділянок було замінено або переобладнано автострадами.